# Jean-Baptiste Bory de Saint-Vincent
Jean-Baptiste Geneviève Marcellin Bory de Saint-Vincent (Agen, 6 juli 1778 - Parijs, 22 december 1846) was een Frans natuuronderzoeker, botanicus en geograaf. (Zijn persoonlijke naam wordt op verschillende manieren gemeld, waaronder "Jean Baptiste Marcellin" en "Jean Baptiste George Marie".)

## Biografie
Bory de Saint-Vincent werd geboren in Agen. Hij werd als natuuronderzoeker meegestuurd met kapitein Nicolas Baudin's expeditie naar Australië in 1798, maar verliet het schip op Mauritius en bracht twee jaar door met het verkennen van Réunion en de andere eilanden in de Indische Oceaan. Na zijn terugkeer naar Frankrijk ging hij in het leger en vocht onder andere in de slag bij Ulm en de slag bij Austerlitz, en in 1808 ging hij naar Spanje met maarschalk Soult. In 1815 steunde hij Napoleon en verzette zich tegen de Bourbons. Bijgevolg werd hij verbannen uit Frankrijk maar na een aantal jaren van ballingschap, mocht hij rustig terugkeren naar Parijs in 1820. In 1829 leidde hij een wetenschappelijke expeditie naar de Peloponnesos, en in 1839 was hij  verantwoordelijk voor de exploratie van Algerije.

## Werken
Hij was redacteur van de Dictionnaire classique d'histoire naturelle. 
Zijn eigen publicaties omvatten: 
- Essais sur les Iles Fortunées (1802),
- Voyage dans les Iles d'Afrique (1803)
- Voyage souterrain, ou description du plateau de Saint-Pierre de Maestricht et de ses vastes cryptes (1821); (Nederlands: Onderaardse reis, of Beschrijving van het plateau van Sint-Pieter bij Maastricht en zijn uitgestrekte onderaardse gangen),
- L'Homme, Essai sur zoologique le genre humain (1827)
- Resume de la Géographie de la Peninsule (1838)

De standaard auteur afkorting Bory wordt gebruikt om deze persoon als auteur aan te geven, bij het citeren van een botanische naam.
- Biblioteca Nacional de España: XX1024740
- Bibliothèque nationale de France: cb11893031j (data)
- Author citation (botany): Bory
- Catàleg d'autoritats de noms i títols de Catalunya: 981058511710906706
- CiNii: DA02203676
- Stuttgart Database of Scientific Illustrators 1450–1950: 410
- Gemeinsame Normdatei: 100050395
- International Standard Name Identifier: 0000 0001 2133 3611
- Library of Congress Control Number: n86853898
- Nationale Bibliotheek van Tsjechië: jx20051214002
- Nationale bibliotheek van Australië: 35843116
- Nationale Bibliotheek van Israël: 987007273332705171
- Nationale en Universitaire bibliotheek Zagreb: 000106889
- Nederlandse Thesaurus van Auteursnamen: 070634505
- Réseau des bibliothèques de Suisse occidentale: 02-A003027746
- LIBRIS: 42259
- Système universitaire de documentation: 067065902
- Museum of New Zealand Te Papa Tongarewa: 49997
- Trove: 1112043
- Virtual International Authority File: 54144690
- WorldCat: E39PBJqVRbjdKvDrcJmGxD4H4q